# Ian McElhinney
Ian McElhinney (født 19. august 1948) er en nordirsk skuespiller, som gennem sin karriere har medvirket i en lang række tv-serier. Han er blandt andet kendt for rollen som Barristan Selmy i tv-serien Game of Thrones og General Dodonna i Rogue One.

## Udvalgt filmografi

### Film
- Angel (1982) – Brudgom
- Messe for en morder (1987) – Logerende
- Hidden Agenda (1990) – Jack Cunningham
- The Playboys (1992) – Joe Cassidy
- Hamlet (1996) – Barnardo
- City of Ember (2008) – Bygger
- Triage (2009) – Ivan
- I kærlighed og modgang (2010) – Præst
- Rogue One: A Star Wars Story (2016) – General Dodonna
- The Journey (2016) – Rory McBride

### Tv-serier
- Taggart (1993; 2 afsnit) – Archie Rae / Sean O'Donnell
- Queer as folk (1999; 2 afsnit) – Clive Jones
- The Clinic (2003; 5 afsnit) – Joseph McGarry
- Sex, magt og intriger (2007; enkelt afsnit) – Pave Clemens 7.
- Single-Handed (2007; 2 afsnit) – Gerry Driscoll
- Game of Thrones (2011, 2013–15; 25 afsnit) – Barristan Selmy
- The Fall (2013–14; 5 afsnit) – Morgan Monroe
- Ripper Street (2012–14; 3 afsnit) – Theodore P. Swift